# О
 Тази статия е за буквата.  За канадската актриса вижте Сандра О.  
О, о е буква от кирилицата (15-а в българската, 16-а в руската и беларуската, 18-а в сръбската, 19-а в македонската и украинската). В старо- и църковнославянската азбука има название онъ, което означава „той“, а така също „този“, и е 16-а по ред. Изписва се О и има числова стойност 70. В глаголицата е 17-а по ред, изписва се  и има числова стойност 80. Произлиза от гръцката буква омикрон.

## Звукова стойност
О наред с „а“, „е“, „и“ и „ъ“ е използвана в похвата асонанс, т.е. струпване на сходни гласни звуци за постигане или подсилване на някакво определено настроение, чувство или послание, най-често в мерената реч.

### В български език
О е петнадесетата буква от българската азбука. Нейната звукова стойност варира от [ɔ] под ударение (мно̀го [ˈmnɔɡo]), редуцирайки се до [ʊ] (голям [ɡʊˈʎʲam]) и [о] в неударена форма.

### В руски език
В руския език неударената буква О може да се редуцира и до [ɐ] (одѝн [ɐˈdʲin]) или [ə] (нѐсколько [ˈnʲɛskəlʲkə]). Тя обозначава широка гласна. Среща се и в почти всички други езици.